# Trio pour violon, cor et piano (Ligeti)
Le trio pour violon, cor et piano de György Ligeti fut achevé en 1982. Il est intitulé « Hommage à Brahms », en référence au trio pour cor, violon et piano opus 40 de Brahms composé pour la même formation.

## Analyse
Le trio se compose de 4 mouvements :
1. Andante con tenerezza
2. Vivacissimo molto ritmico
3. Alla marcia
4. Lamento. Adagio

Durée d'exécution : une vingtaine de minutes.